# محمد بلال
محمد بلال (8 أبريل 1975 في باكستان - ) هو لاعب كريكت باكستاني.

## وصلات خارجية
- محمد بلال على موقع إي آس بي آن كريك إنفو (الإنجليزية)